# The Hard Working Band
The Hard Working Band é uma banda brasileira de soul music formada 1995 em Porto Alegre, no estado do Rio Grande do Sul.

## História
The Hard Working Band busca os clássicos da época de ouro da soul music e os reproduz com arranjos diferenciados, mas sem perder o tom das versões originais. A banda lançou três CDs: The Hard Working Band (1998), que tem em seu repertório músicas como Respect, Dancing in the Street, My Girl e I Can See Clearly Now, e inclui compositores como Marvin Gaye, Carole King e Burt Bacharach, entre outros; Todas as Salas do Mundo (2001); e Trabalhando Duro (2002), gravado ao vivo no Teatro Novo DC, com a participação da Orquestra de Câmara da Ulbra.
A banda realizou mais de 600 shows, e já dividiu o palco com Fat Family, Gilberto Gil e Kid Abelha, entre outros.
É empresariada pela Sonora Produções Artísticas.

## Prêmios e indicações

### Prêmio Açorianos
| Ano  | Categoria        | Indicação             | Resultado |
| ---- | ---------------- | --------------------- | --------- |
| 1996 | Conjunto Musical | The Hard Working Band | Venceu    |
| 1996 | Revelação        | The Hard Working Band | Indicado  |